# Chongyang
Der Kreis Chongyang (chinesisch 崇阳县, Pinyin Chóngyáng Xiàn) ist ein Kreis in der chinesischen Provinz Hubei. Er gehört zum Verwaltungsgebiet der bezirksfreien Stadt Xianning. Er hat eine Fläche von 1.960 Quadratkilometern und zählt 408.500 Einwohner (Stand: Ende 2019).